# Lille Solt Sogn
Lille Solt Sogn (på tysk Kirchspiel Kleinsolt) er et sogn i Sydslesvig. Sognet lå i Ugle Herred (Flensborg Amt), nu i kommunen Freienwill i Slesvig-Flensborg Kreds i delstaten Slesvig-Holsten. 
I Lille Solt Sogn findes flg. stednavne:
- Freienwill Kro
- Hjortholm (Hirschholm)
- Hvilbjerg eller Vilbjerg (Wielenberg)
- Lille Solt (Kleinsolt)
- Lille Solt Mark
- Lille Solt Skov
- Lille Volstrup
- Lille Volstrup Mark
- Smedekro (Schmiedekrug)